# Xandros
Xandros（ザンドロス）は、デスクトップLinuxの一つ、あるいはそれを販売するカナダに存在するソフトウェア企業である。2001年にコーレル社からCorel LINUXを買収し、改めてXandrosと命名して現在に至る。主に企業向けの低価格デスクトップ用である。製品版にはSkypeやCodeWeaver Officeなどをバンドルしている。